# Madreperla

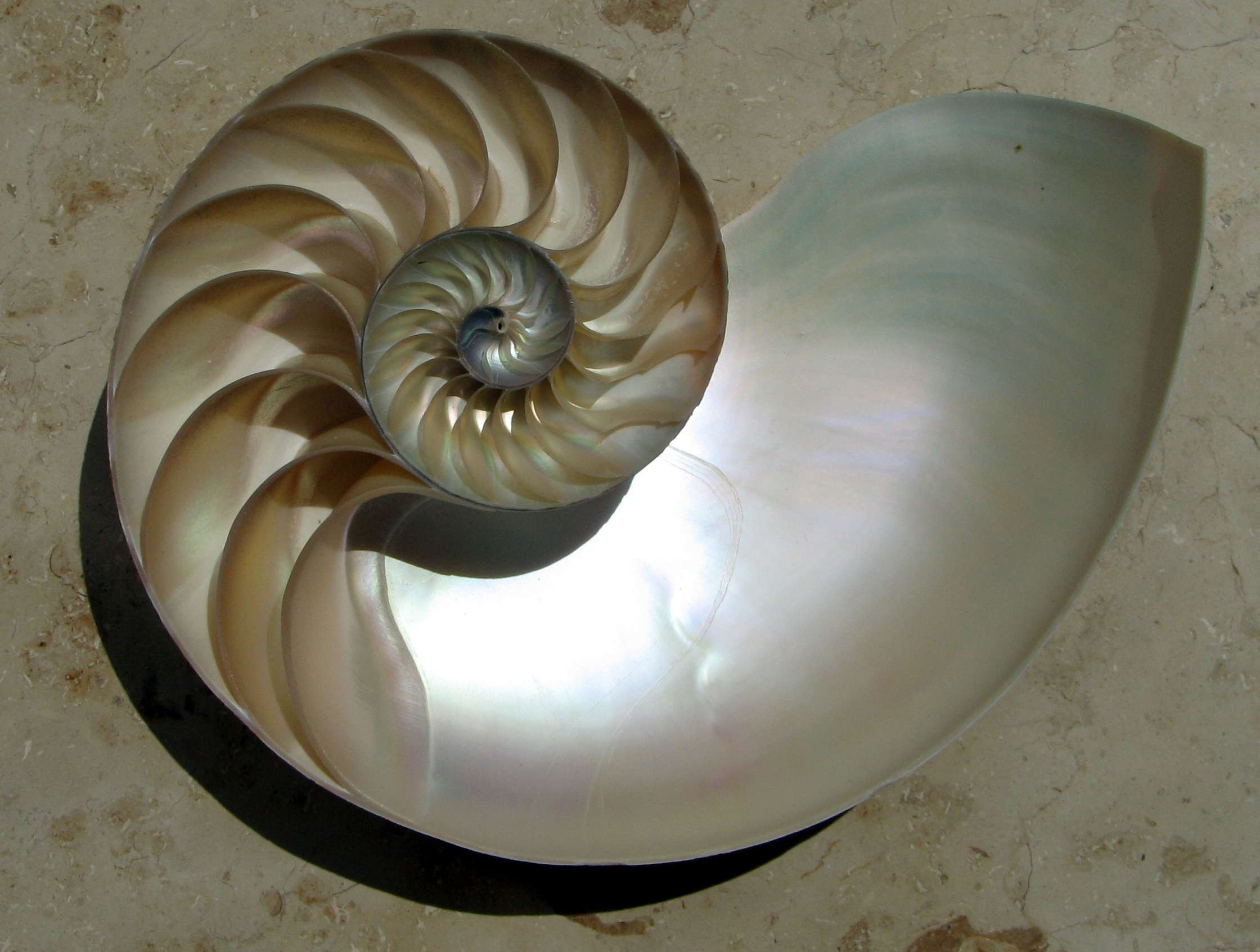
Una conchiglia di Nautilus sezionata a metà

La madreperla è un materiale di pregio ricavato dallo strato interno della conchiglia di alcuni molluschi, specialmente delle ostriche, di colore iridescente bianco perlaceo, utilizzato per la sua durezza nella produzione di vari oggetti e per la decorazione ad intarsio di alcune superfici.
La madreperla grazie alle sue elevate proprietà meccaniche, durezza e resistenza alla flessione viene prodotta artificialmente per impieghi industriali.
In arte veniva e viene ancora usata per la realizzazione di disegni ad intarsio, nelle decorazioni di mobili, soprattutto in epoca rinascimentale; altri utilizzi sono per gioielleria e bigiotteria, posate, bottoni, mosaici, ventagli, binocoli e tasti per strumenti musicali.

## Le caratteristiche
La madreperla è formata da un raggruppamento di cristalli lamellari di aragonite disposti gli uni sopra agli altri simmetricamente alla valva. Le molecole di aragonite sono tenute insieme da conchiolina e da una piccola quantità di acqua che rende la madreperla del tutto simile alla perla. La perla e la madreperla differiscono solamente per la disposizione dei cristalli (concentrici nella perla, a strati disposti in modo parallelo nella madreperla).
L'iridescenza della madreperla è dovuta all'aragonite, la cui sottigliezza dei cristalli dà luogo alla luminescenza colorata come nelle macchie d'olio presenti sull'asfalto umido, a causa della diffrazione multipla originata dai vari strati. La madreperla è molto tenera, ha una durezza 3,5-4 rispetto alla scala di Mohs; ha una densità di 2,95 g/cm³, la sfaldatura è assente; la frattura mineralogica è scagliosa; anche se la madreperla è allocromatica, il colore della polvere è sempre bianco; la lucentezza è madreperlacea e presenta una fluorescenza azzurra, rosa e gialla.

## Struttura
La particolare conformazione multiscala della madreperla le conferisce ottime proprietà meccaniche, che molluschi e gasteropodi sfruttano per proteggere i loro corpi molli da aggressioni e traumi esterni. La gerarchia della madreperla integra elementi in un ampio range di scale che spaziano dalla meso alla nanoscala. La madreperla è composta al 95% in peso di aragonite (forma cristallografica del CaCO3) e dal 5% materiale organico (che varia dall'organismo che la produce). La chiave delle notevoli proprietà meccaniche della madreperla dipende proprio da questa piccola parte di sostanza organica e dal modo in cui si dispone tra le piastrine di aragonite.

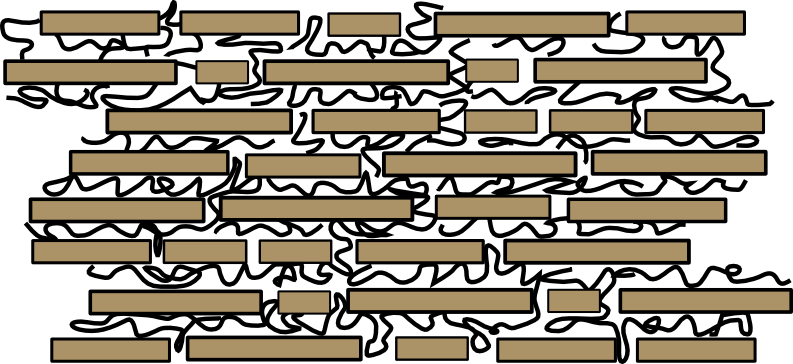
Schema della struttura della madreperla

La struttura di questo materiale è spesso riassunta con l'analogia di un muro di mattoni e malta (Brick-and-mortar) in cui i mattoni rappresentano la parte cristallina di carbonato di calcio e la malta è costituita dal materiale organico. La gerarchia che la compone si può riassumere nelle varie scale in:
- piastrelle di aragonite immerse in matrice di chitina;
- le piastrelle formano tra loro dei ponti minerali (sempre di aragonite);
- Le piastrelle si organizzano in pile che sono intervallate da strati organici;
- queste pile a loro volta si organizzano in mesostrutture dalle quali è possibile valutare gli anni dell'orgnaismo che la produce;

Esistono due tipi principali di strutture di madreperla, ciascuna con una caratteristica geometria di disposizione delle piastrine di aragonite, che è funzione della specie di organismo che la produce, che prendono il nome di:
- Madreperla colonnare;
- Madreperla a fogli.

La madreperla colonnare presenta piastrine di dimensione piuttosto uniforme che si organizzano in modo che i centri di ciascuna piastrina si allineino tutti lungo uno stesso asse verticale. è il tipo di madreperla presente solitamente nei gasteropodi (Gibbula umbilicalis). Mentre la madreperla a foglia è quella che è meglio descritta dall'analogia con il muro di mattoni e malta, e quindi presenta una geometria in cui l'interfaccia tra le piastrine è sfalsata e i centri di ciascuna non sono allineati ed è solitamente presente nei gusci dei molluschi bivalvi (Nucula nitidosa).
Esistono vari meccanismi che portano ad un aumento di resistenza meccanica nei materiali, ma quelli che spiegano meglio l'aumento di caratteristiche rispetto al carbonato di calcio monolitico sono la deformazione plastica sul fronte di propagazione della cricca, la deflessione del crack e il pull-out delle piastrine. Tuttavia, si stanno ancora studiando altri meccanismi e il loro effetto sulla resistenza meccanica.
Il meccanismo che presenta il maggior impatto sulla tenacizzazione del materiale è la deflessione della cricca sia alla meso che alla micro-scala. La cricca infatti viene deflessa da ogni strato organico della struttura. Infatti, il comportamento viscoelastico della colla (materiale organico) che tiene legate le piastrine di aragonite costringe la cricca a deviare dal suo percorso andando ad aumentarne l’energia necessaria per l’avanzamento e così tenacizzando il materiale che possiamo considerare un materiale composito a base di carbonato di calcio.
Quando i carichi sono applicati parallelamente alla direzione delle piastrine di aragonite, lo strato di materiale organico di 20 nm di spessore che le circonda garantisce un ulteriore grado di deformabilità in aggiunta alla deformazione già garantita dalle nano-interconnessioni delle piastrine di aragonite e dei ponti minerali che si formano tra esse.
Currey fu il primo a condurre esperimenti per la determinazione delle proprietà meccaniche della madreperla da una gran varietà di bivalvi, gasteropodi e cefalopodi. Questi studi sono stati portati avanti da Jackson, che si è occupato di studiare la madreperla di gusci di molluschi bivalvi (Pinctada) e che scoprì il ruolo chiave che aveva la percentuale di acqua assorbita nella matrice organica, nella risposta agli stress meccanici di questo materiale.

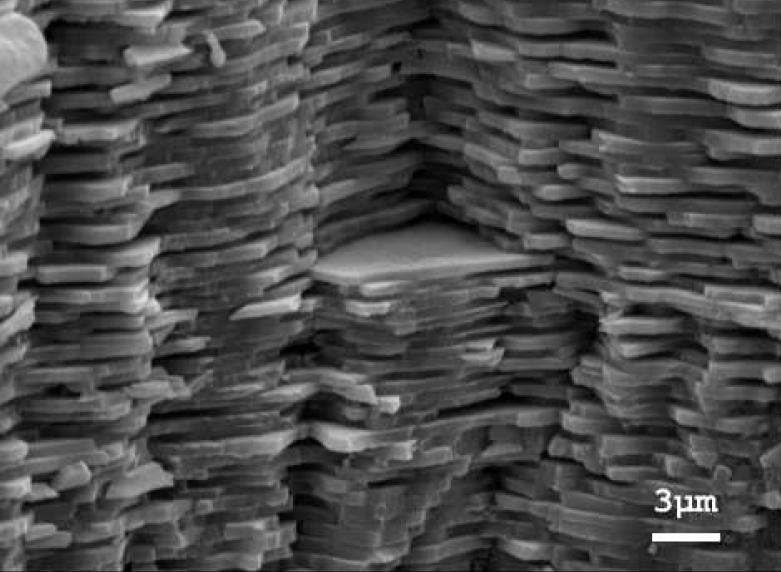
Microscopia elettronica di un frammento di madreperla. Si vedono chiaramente le piastre di aragonite che la compongono

Il comportamento della madreperla secca è simile a quello dell’aragonite pura, cioè subisce rottura fragile. Ciò ha portato alla conclusione che la madreperla disidratata perde la sua tenacità. D’altra parte, ha anche dimostrato che la componente organica (5%wt) è essenziale per la madreperla. Infatti, dopo una risposta inizialmente lineare (simile alla madreperla secca), la madreperla idratata mostra un’ampia regione di deformazione plastica, a partire da stress di 70 Mpa.
Le proprietà meccaniche della madreperla sono state studiate usando tecniche di micro e nano indentazione. Inoltre, usando l’AFM si possono andare ad indagare e forze necessarie a strappare le proteine dalla superficie delle piastrine di aragonite. Queste forze si sono rivelate essere molto alte (.5-6 nN), il che suggerisce che le interazioni all’interfaccia tra fase organica e inorganica possano svolgere un ruolo fondamentale per le incredibili proprietà meccaniche del materiale.

## Origine e giacitura
I molluschi che producono madreperla sono generalmente bivalvi e gasteropodi. Fra i bivalvi vi sono la Pinctada maxima (proveniente dall'Australia settentrionale) e la Pinctada margaritifera, mentre fra i gasteropodi vi sono i membri della famiglia Haliotidae (provenienti perlopiù dagli Stati Uniti ove i gasteropodi sono noti con il nome di abalone shell e dalla Nuova Zelanda ove, invece, sono noti con il nome paua) che producono una madreperla con iridescenza blu, verde e gialla. Un altro luogo di ritrovamento è la Grande Barriera Corallina in Australia.

## Utilizzi
Per produrre bottoni, manici di coltelli, ornamenti, tra cui braccialetti, orecchini e spille. In passato veniva usata per produrre oggetti sacri (paramenti sacri) e per amuleti.
Viene anche utilizzata negli strumenti musicali come decorazione di pregio.